# Alan Kotok

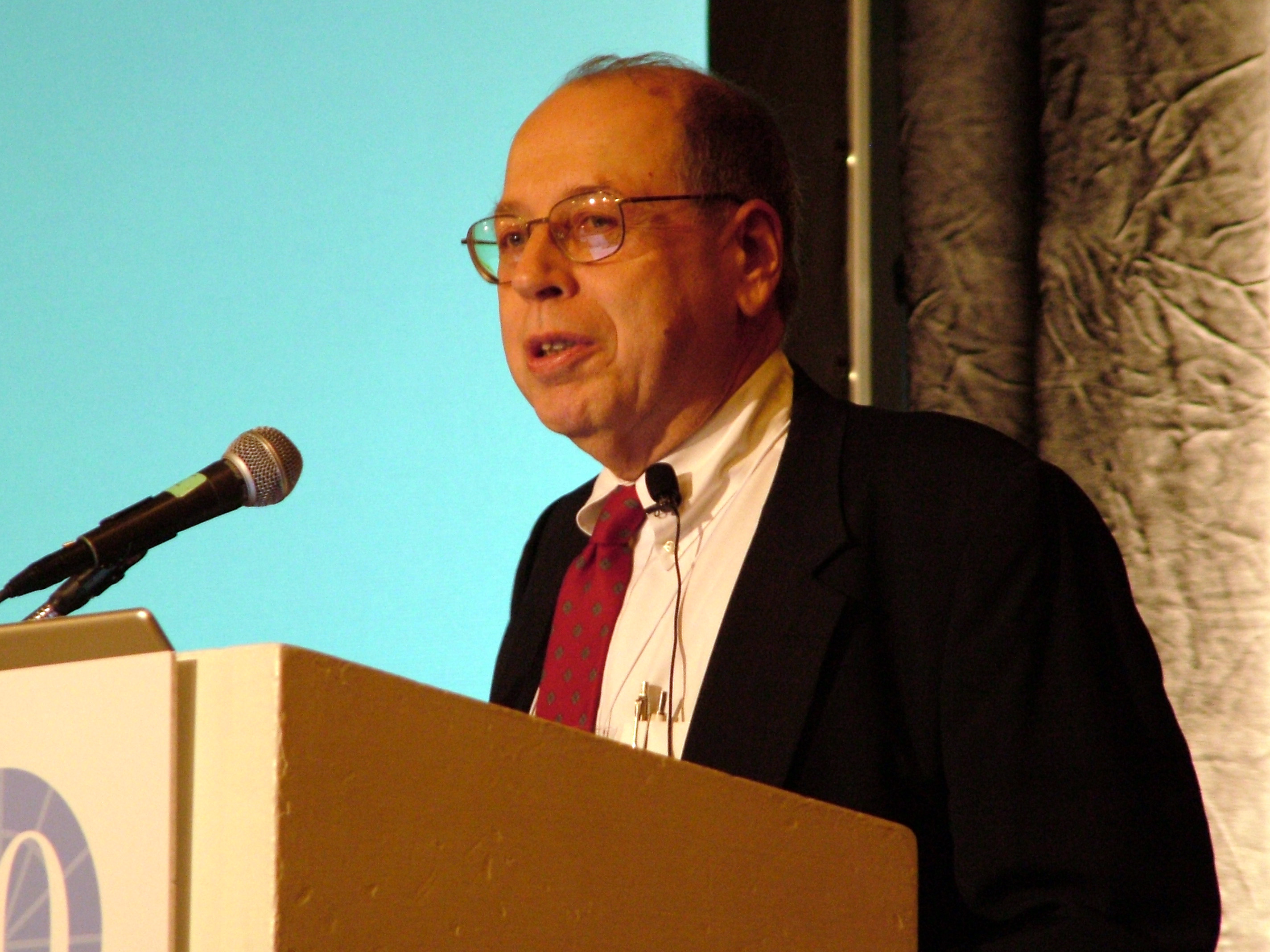
Alan Kotok bei einem Vortrag in Boston (2004). Foto: Richard Ishida

Alan Kotok (* 9. November 1941 in Philadelphia; † 26. Mai 2006 in Cambridge, Massachusetts) war ein US-amerikanischer Informatiker und Mitentwickler von Spacewar!, dem ersten Computerspiel der Welt. Kotok entwickelte hierfür den Vorläufer des modernen Gamepads, einen riesigen Joystick mit separaten Knüppeln für horizontale und vertikale Bewegungen.
Von 1958 bis 1962 studierte Kotok am Massachusetts Institute of Technology (MIT) im Bereich der Künstliche-Intelligenz-Forschung. Er entwickelte während seines Studiums eines der ersten Schachprogramme und beteiligte sich am Programm Space War. Für seine Arbeiten benutzte er den Rechner TX0, eine MIT-Eigenenwicklung, eine IBM 7090 sowie eine PDP-1, die dem MIT vom Hersteller DEC zur Verfügung gestellt worden war.
Nach Abschluss seines Studiums trat Kotok in die Firma DEC ein. Zwar war sein Hauptschwerpunkt die Entwicklung von Rechnerarchitekturen und deren Implementierung in Hardware, jedoch arbeitete er auch an Softwareentwicklungen (z. B. an einem Fortran-Compiler für die PDP-4 oder an einem Lisp-Interpreter, der ausschließlich in TECO programmiert war), programmierte eine der ersten weltweiten Computerfernverbindungen über eine Telex-Leitung zwischen den USA und Australien.
Bei der Rechnerentwicklung lag sein Schwerpunkt auf der 36-Bit-Familie. Er war an Entwurf und Realisierung der PDP-6 und aller Zentraleinheiten der PDP-10 maßgeblich beteiligt (die Typenbezeichnung der ersten PDP-10-CPU, KA10, fußt auf seinen Initialen). Nach dem Ende der 36-Bit-Familie hat er aus der VAX-Reihe die Zentraleinheit 8600 (Codename Venus) gebaut.
Als Leiter einer Strategiegruppe innerhalb von DEC hat er dann versucht, die Firma stärker auf Internet-Anwendungen auszurichten. Ein Ergebnis dieser Bemühungen war die Suchmaschine AltaVista, die vor Google Marktführer war.
1994 wurde Kotok Digitals Vertreter im World Wide Web Consortium. 1997 trat er hauptberuflich in den W3C-Vorstand ein, dem er bis zu seinem Tode angehörte.
Er starb 2006 an einem Herzanfall.